# جو هاكيت
جو هاكيت (بالإنجليزية: Joe Hackett)‏ هو سياسي أمريكي، ولد في 1959. نشط حزبياً في الحزب الجمهوري. وقد انتخب عضو مجلس نواب بنسيلفانيا.